# El Chapo (televisieserie)
El Chapo is een Amerikaanse televisieserie die wordt geproduceerd door Netflix en Univision, over het leven van Joaquín Guzmán Loera. De serie werd door Univision op 23 april 2017 voor het eerst uitgezonden, en op 16 juni 2017 door Netflix wereldwijd aan het aanbod toegevoegd.
De serie werd opgenomen in Colombia, omdat opnamen in Mexico als te gevaarlijk werden gezien.
Guzmán, die in de Verenigde Staten in de gevangenis zit, heeft via zijn advocaten tegen de serie geprocedeerd. Zelf had hij in 2015 al geprobeerd om zelf een film over zijn leven te laten maken, maar door het bezoek van Sean Penn kwamen de autoriteiten hem op het spoor, en werd hij gearresteerd.
Op 12 mei 2017 bevestigt Univision dat in september 2017 een tweede "seizoen" zal worden uitgebracht.
Op 9 juli 2018 ging seizoen 3 in première bij Univision en op 27 juli 2018 op Netflix.

## Cast
- Marco de la O - Joaquin 'El Chapo' Guzman
- Humberto Busto - Conrado Higuera Sol
- Alejandro Aguilar - Toño